# Jim Grabb
Jim Grabb (Tucson, 14 april 1964) is een voormalig Amerikaanse tennisspeler die tussen 1986 en 2000 als prof uitkwam op de ATP-tour.
Grabb was vooral in het dubbelspel succesvol met 23 toernooizeges waaronder titels op Roland Garros in 1989 en de US Open in 1992. Op 12 juni 1989 bereikte Grabb de nummer één-positie op de ATP-dubbelranking.
In het enkelspel won Grabb de ATP-toernooien van Seoul in 1987 en Taipei in 1992.
Grabb speelde voor zijn profcarrière college-tennis in de Verenigde Staten voor de Stanford-universiteit.

## Palmares

#### Enkelspel
| Legenda                       | Legenda               |
| ----------------------------- | --------------------- |
| Grand Slam                    |                       |
| Olympische Spelen             |                       |
| tot 2009                      | vanaf 2009            |
| Tennis Masters Cup            | ATP Finals            |
| ATP Masters Series            | ATP Tour Masters 1000 |
| ATP International Series Gold | ATP Tour 500          |
| ATP International Series      | ATP Tour 250          |

| Nr.                          | Datum            | Toernooi       | Ondergrond | Tegenstander in finale | Score         | Details |
| ---------------------------- | ---------------- | -------------- | ---------- | ---------------------- | ------------- | ------- |
| Gewonnen finales             |                  |                |            |                        |               |         |
| 1.                           | 26 april 1987    | ATP Seoul      | Hardcourt  | Andre Agassi           | 1–6, 6–4, 6–2 | Details |
| 2.                           | 25 oktober 1992  | ATP Taipei     | Tapijt (i) | Jamie Morgan           | 6–3, 6–3      | Details |
| Verloren finales             |                  |                |            |                        |               |         |
| 1.                           | 22 juli 1990     | ATP Washington | Hardcourt  | Andre Agassi           | 1-6, 4-6      | Details |
| Gewonnen finales challengers |                  |                |            |                        |               |         |
| 1.                           | 20 november 1994 | Nantes         | Tapijt     | Anders Järryd          | 6-2, 3-6, 6-1 |         |

### Dubbelspel
| Nr.                                       | Datum             | Toernooi                  | Ondergrond    | Partner              | Tegenstanders in finale           | Score                           | Details |
| ----------------------------------------- | ----------------- | ------------------------- | ------------- | -------------------- | --------------------------------- | ------------------------------- | ------- |
| Gewonnen finales heren dubbel             |                   |                           |               |                      |                                   |                                 |         |
| 1.                                        | 4 oktober 1987    | ATP San Francisco         | Tapijt (i)    | Patrick McEnroe      | Glenn Layendecker Todd Witsken    | 6–2, 0–6, 6–4                   | Details |
| 2.                                        | 6 november 1988   | ATP Stockholm             | Hardcourt (i) | Kevin Curren         | Paul Annacone John Fitzgerald     | 7–5, 6–4                        | Details |
| 3.                                        | 10 juni 1989      | Roland Garros             | Gravel        | Patrick McEnroe      | Mansour Bahrami Éric Winogradsky  | 6–4, 2–6, 6–4, 7–6              | Details |
| 4.                                        | 10 december 1989  | Tennis Masters Cup Londen | Tapijt (i)    | Patrick McEnroe      | John Fitzgerald Anders Järryd     | 7–5, 7–6(4), 5–7, 6–3           | Details |
| 5.                                        | 11 november 1990  | ATP Wembley               | Tapijt (i)    | Patrick McEnroe      | Rick Leach Jim Pugh               | 7–6, 4–6, 6–3                   | Details |
| 6.                                        | 6 oktober 1991    | ATP Sydney Indoor         | Hardcourt     | Richey Reneberg      | Luke Jensen Laurie Warder         | 6–4, 6–4                        | Details |
| 7.                                        | 13 oktober 1991   | ATP Tokyo Indoor          | Tapijt (i)    | Richey Reneberg      | Scott Davis David Pate            | 7–5, 2–6, 7–6                   | Details |
| 8.                                        | 12 januari 1992   | ATP Auckland              | Hardcourt     | Wayne Ferreira       | Grant Connell Glenn Michibata     | 6–4, 6–3                        | Details |
| 9.                                        | 9 februari 1992   | ATP San Francisco         | Hardcourt (i) | Richey Reneberg      | Pieter Aldrich Danie Visser       | 6–4, 7–5                        | Details |
| 10.                                       | 19 april 1992     | ATP Hong Kong             | Hardcourt     | Brad Gilbert         | Byron Black Byron Talbot          | 6–2, 6–1                        | Details |
| 11.                                       | 14 juni 1992      | ATP Rosmalen              | Gras          | Richey Reneberg      | John McEnroe Michael Stich        | 6–4, 6–7, 6–4                   | Details |
| 12.                                       | 23 augustus 1992  | ATP Indianapolis          | Hardcourt     | Richey Reneberg      | Grant Connell Glenn Michibata     | 7–6, 6–2                        | Details |
| 13.                                       | 12 september 1992 | US Open                   | Hardcourt     | Richey Reneberg      | Kelly Jones Rick Leach            | 3–6, 7–6(2), 6–3, 6–3           | Details |
| 14.                                       | 21 februari 1993  | ATP Philadelphia          | Tapijt (i)    | Richey Reneberg      | Marcos Ondruska Brad Pearce       | 6–7, 6–3, 6–0                   | Details |
| 15.                                       | 17 april 1994     | ATP Hong Kong             | Hardcourt     | Brett Steven         | Jonas Björkman Patrick Rafter     | Walk over                       | Details |
| 16.                                       | 12 februari 1995  | ATP San Jose              | Hardcourt (i) | Patrick McEnroe      | Alex O'Brien Sandon Stolle        | 3–6, 7–5, 6–0                   | Details |
| 17.                                       | 26 februari 1995  | ATP Philadelphia          | Tapijt (i)    | Jonathan Stark       | Jacco Eltingh Paul Haarhuis       | 7–6, 6–7, 6–3                   | Details |
| 18.                                       | 15 oktober 1995   | ATP Tel Aviv              | Hardcourt     | Jared Palmer         | Kent Kinnear David Wheaton        | 6–4, 7–5                        | Details |
| 19.                                       | 18 augustus 1996  | ATP Indianapolis          | Hardcourt     | Richey Reneberg      | Petr Korda Cyril Suk              | 7–6, 4–6, 6–4                   | Details |
| 20.                                       | 6 oktober 1996    | ATP Lyon                  | Tapijt (i)    | Richey Reneberg      | Neil Broad Piet Norval            | 6–2, 6–1                        | Details |
| 21.                                       | 1 maart 1998      | ATP Londen Indoor         | Tapijt (i)    | Martin Damm          | Jevgeni Kafelnikov Daniel Vacek   | 6–4, 7–5                        | Details |
| 22.                                       | 24 mei 1998       | ATP Sankt Pölten          | Gravel        | David Macpherson     | David Adams Wayne Black           | 6–4, 6–4                        | Details |
| 23.                                       | 9 augustus 1998   | ATP Toronto               | Hardcourt     | Martin Damm          | Ellis Ferreira Rick Leach         | 6-7, 6-2, 7-6                   | Details |
| Nr.                                       | Datum             | Toernooi                  | Ondergrond    | Partner              | Tegenstanders in finale           | Score                           | Details |
| Verloren finales heren dubbel             |                   |                           |               |                      |                                   |                                 |         |
| 1.                                        | 26 april 1987     | ATP Seoul                 | Hardcourt     | Ken Flach            | Eric Korita Mike Leach            | 7–6, 1-6, 5-7                   | Details |
| 2.                                        | 25 oktober 1987   | ATP Tokyo Indoor          | Tapijt (i)    | Sammy Giammalva Jr.  | Broderick Dyke Tom Nijssen        | 3-6, 2-6                        | Details |
| 3.                                        | 8 november 1987   | ATP Stockholm             | Hardcourt (i) | Jim Pugh             | Stefan Edberg Anders Järryd       | 3-6, 4-6                        | Details |
| 4.                                        | 10 januari 1988   | ATP Auckland              | Hardcourt     | Sammy Giammalva Jr.  | Marty Davis Tim Pawsat            | 3–6, 6–3, 4-6                   | Details |
| 5.                                        | 24 april 1988     | ATP Seoul                 | Hardcourt     | Gary Donnelly        | Andrew Castle Roberto Saad        | 7–6, 4-6, 6-7                   | Details |
| 6.                                        | 21 augustus 1988  | ATP Cincinnati            | Hardcourt     | Patrick McEnroe      | Rick Leach Jim Pugh               | 2-6, 4-6                        | Details |
| 7.                                        | 25 september 1988 | ATP Los Angeles           | Hardcourt     | Peter Doohan         | John McEnroe Mark Woodforde       | 4-6, 4-6                        | Details |
| 8.                                        | 30 oktober 1988   | ATP Parijs                | Tapijt (i)    | Christo van Rensburg | Paul Annacone John Fitzgerald     | 2-6, 2-6                        | Details |
| 9.                                        | 2 april 1989      | ATP Key Biscayne          | Hardcourt     | Patrick McEnroe      | Jakob Hlasek Anders Järryd        | 3-6 opgave                      | Details |
| 10.                                       | 30 juli 1989      | ATP Washington            | Hardcourt     | Patrick McEnroe      | Neil Broad Gary Muller            | 7-6, 6-7, 4-6                   | Details |
| 11.                                       | 11 maart 1990     | ATP Indian Wells          | Hardcourt     | Patrick McEnroe      | Boris Becker Guy Forget           | 6-4, 4-6, 3-6                   | Details |
| 12.                                       | 13 mei 1990       | ATP Kiawah Island         | Gravel        | Leonardo Lavalle     | Scott Davis David Pate            | 2-6, 3-6                        | Details |
| 13.                                       | 17 juni 1990      | ATP Rosmalen              | Gras          | Patrick McEnroe      | Jakob Hlasek Michael Stich        | 6-7, 3-6                        | Details |
| 14.                                       | 22 oktober 1990   | ATP Lyon                  | Tapijt (i)    | David Pate           | Patrick Galbraith Kelly Jones     | 6-7, 4-6                        | Details |
| 15.                                       | 23 februari 1992  | ATP Philadelphia          | Tapijt (i)    | Richey Reneberg      | Todd Woodbridge Mark Woodforde    | 4-6, 6-7                        | Details |
| 16.                                       | 4 juli 1992       | Wimbledon                 | Gras          | Richey Reneberg      | John McEnroe Michael Stich        | 7-5, 6-7(5), 6-3, 6-7(5), 17-19 | Details |
| 17.                                       | 11 oktober 1992   | ATP Sydney Indoor         | Hardcourt (i) | Richey Reneberg      | Patrick McEnroe Jonathan Stark    | 2-6, 3-6                        | Details |
| 18.                                       | 18 oktober 1992   | ATP Tokio Indoor          | Tapijt (i)    | Richey Reneberg      | Todd Woodbridge Mark Woodforde    | 6-7, 4-6                        | Details |
| 19.                                       | 13 februari 1994  | ATP Memphis               | Hardcourt (i) | Jared Palmer         | Byron Black Jonathan Stark        | 6-7, 4-6                        | Details |
| 20.                                       | 20 februari 1994  | ATP Philadelphia          | Tapijt (i)    | Jared Palmer         | Jacco Eltingh Paul Haarhuis       | 3-6, 4-6                        | Details |
| 21.                                       | 21 augustus 1994  | ATP Indianapolis          | Hardcourt     | Richey Reneberg      | Todd Woodbridge Mark Woodforde    | 3-6, 4-6                        | Details |
| 22.                                       | 26 maart 1995     | ATP Key Biscayne          | Hardcourt     | Patrick McEnroe      | Todd Woodbridge Mark Woodforde    | 3-6, 6-7                        | Details |
| 23.                                       | 5 november 1995   | ATP Parijs                | Tapijt (i)    | Todd Martin          | Grant Connell Patrick Galbraith   | 2-6, 2-6                        | Details |
| 24.                                       | 4 februari 1996   | ATP Shanghai              | Tapijt (i)    | Michael Tebbutt      | Mark Knowles Roger Smith          | 6-4, 2-6, 6-7                   |         |
| 25.                                       | 5 oktober 1997    | ATP Bazel                 | Tapijt (i)    | Karsten Braasch      | Tim Henman Marc Rosset            | 6-7, 7-6, 6-7                   | Details |
| 26.                                       | 26 juli 1998      | ATP Stuttgart             | Gravel        | Joshua Eagle         | Olivier Delaître Fabrice Santoro  | 1-6, 6-3, 3-6                   | Details |
| 27.                                       | 20 februari 2000  | ATP Memphis               | Hardcourt (i) | Richey Reneberg      | Justin Gimelstob Sébastien Lareau | 2-6, 4-6                        | Details |
| Gewonnen finales heren dubbel challengers |                   |                           |               |                      |                                   |                                 |         |
| 1.                                        | 2 november 1986   | Fukuoka                   | Hardcourt     | Larry Stefanki       | David Dowlen Leif Shiras          | 6-1, 6-3                        |         |
| 2.                                        | 30 januari 2000   | Waikoloa                  | Hardcourt     | Richey Reneberg      | James Blake Cecil Mammit          | 6-2, 2-6, 6-4                   |         |

## Prestatietabel
| Legenda | Legenda                          |
| ------- | -------------------------------- |
| g.t.    | geen toernooi gehouden           |
| l.c.    | lagere categorie                 |
| –       | niet deelgenomen                 |
| G       | uitgeschakeld in de groepsfase   |
| 1R      | uitgeschakeld in de eerste ronde |
| 2R      | uitgeschakeld in de tweede ronde |
| 3R      | uitgeschakeld in de derde ronde  |
| 4R      | uitgeschakeld in de vierde ronde |
| KF      | uitgeschakeld in de kwartfinale  |
| HF      | uitgeschakeld in de halve finale |
| F       | de finale verloren               |
| W       | het toernooi gewonnen            |
| w-v     | winst/verlies-balans             |

### Prestatietabel grand slam, enkelspel
| Toernooi              | 1985                        | 1986                        | 1987                        | 1988                        | 1989                        | 1990   | 1991   | 1992  | 1993   | 1994   | 1995   | 1996 | 1997   | Carrière w-v |
| --------------------- | --------------------------- | --------------------------- | --------------------------- | --------------------------- | --------------------------- | ------ | ------ | ----- | ------ | ------ | ------ | ---- | ------ | ------------ |
| Grandslamtoernooien   |                             |                             |                             |                             |                             |        |        |       |        |        |        |      |        |              |
| Australian Open       | –                           | g.t.                        | –                           | 3R                          | 1R                          | –      | –      | 2R    | 2R     | –      | –      | –    | –      | 4-4          |
| Roland Garros         | –                           | –                           | –                           | 1R                          | 1R                          | 1R     | 1R     | 2R    | –      | 1R     | 1R     | –    | –      | 1-7          |
| Wimbledon             | –                           | –                           | 1R                          | 3R                          | 1R                          | 3R     | 2R     | 1R    | –      | 1R     | –      | 2R   | –      | 6-8          |
| US Open               | 2R                          | –                           | 3R                          | 1R                          | 4R                          | 2R     | 3R     | 1R    | –      | 2R     | 1R     | 2R   | –      | 12-10        |
| Winst-verlies         | 1-1                         | 0-0                         | 2-2                         | 4-4                         | 3-4                         | 3-3    | 3-3    | 2-4   | 1-1    | 1-3    | 0-2    | 2-2  | 0-0    | 22-29        |
| Tennis Masters Cup    |                             |                             |                             |                             |                             |        |        |       |        |        |        |      |        |              |
| ATP World Tour Finals | –                           | –                           | –                           | –                           | –                           | –      | –      | –     | –      | –      | –      | –    | –      | 0-0          |
| ATP Masters 1000      |                             |                             |                             |                             |                             |        |        |       |        |        |        |      |        |              |
| Indian Wells          | Geen Masters 1000 Voor 1990 | Geen Masters 1000 Voor 1990 | Geen Masters 1000 Voor 1990 | Geen Masters 1000 Voor 1990 | Geen Masters 1000 Voor 1990 | 1R     | 3R     | –     | 3R     | 2R     | 1R     | –    | –      | 5-5          |
| Miami                 | Geen Masters 1000 Voor 1990 | Geen Masters 1000 Voor 1990 | Geen Masters 1000 Voor 1990 | Geen Masters 1000 Voor 1990 | Geen Masters 1000 Voor 1990 | –      | 1R     | 2R    | 1R     | KF     | 2R     | –    | 1R     | 6-6          |
| Monte Carlo           | Geen Masters 1000 Voor 1990 | Geen Masters 1000 Voor 1990 | Geen Masters 1000 Voor 1990 | Geen Masters 1000 Voor 1990 | Geen Masters 1000 Voor 1990 | –      | –      | –     | –      | –      | –      | –    | –      | 0-0          |
| Rome                  | Geen Masters 1000 Voor 1990 | Geen Masters 1000 Voor 1990 | Geen Masters 1000 Voor 1990 | Geen Masters 1000 Voor 1990 | Geen Masters 1000 Voor 1990 | 1R     | –      | –     | –      | –      | –      | –    | –      | 0-1          |
| Hamburg               | Geen Masters 1000 Voor 1990 | Geen Masters 1000 Voor 1990 | Geen Masters 1000 Voor 1990 | Geen Masters 1000 Voor 1990 | Geen Masters 1000 Voor 1990 | –      | –      | –     | –      | –      | –      | –    | –      | 0-0          |
| Montréal/Toronto      | Geen Masters 1000 Voor 1990 | Geen Masters 1000 Voor 1990 | Geen Masters 1000 Voor 1990 | Geen Masters 1000 Voor 1990 | Geen Masters 1000 Voor 1990 | 2R     | KF     | 2R    | –      | 2R     | 1R     | –    | –      | 6-5          |
| Cincinnati            | Geen Masters 1000 Voor 1990 | Geen Masters 1000 Voor 1990 | Geen Masters 1000 Voor 1990 | Geen Masters 1000 Voor 1990 | Geen Masters 1000 Voor 1990 | –      | 1R     | KF    | –      | 3R     | 1R     | 1R   | –      | 5-5          |
| Stockholm/Stuttgart   | Geen Masters 1000 Voor 1990 | Geen Masters 1000 Voor 1990 | Geen Masters 1000 Voor 1990 | Geen Masters 1000 Voor 1990 | Geen Masters 1000 Voor 1990 | –      | –      | –     | –      | –      | –      | –    | –      | 0-0          |
| Parijs                | Geen Masters 1000 Voor 1990 | Geen Masters 1000 Voor 1990 | Geen Masters 1000 Voor 1990 | Geen Masters 1000 Voor 1990 | Geen Masters 1000 Voor 1990 | 1R     | 1R     | 3R    | –      | –      | 1R     | –    | –      | 2-4          |
| Olympische Spelen     |                             |                             |                             |                             |                             |        |        |       |        |        |        |      |        |              |
| Olympische Spelen     | n.v.t.                      | n.v.t.                      | n.v.t.                      | –                           | n.v.t.                      | n.v.t. | n.v.t. | –     | n.v.t. | n.v.t. | n.v.t. | –    | n.v.t. | 0-0          |
| Statistieken          |                             |                             |                             |                             |                             |        |        |       |        |        |        |      |        |              |
| Totaal aantal titels  | 0                           | 0                           | 1                           | 0                           | 0                           | 0      | 0      | 1     | 0      | 0      | 0      | 0    | 0      | 2            |
| Totaal winst-verlies  | 4-4                         | 7-6                         | 20-18                       | 17-23                       | 27-20                       | 16-18  | 19-23  | 31-24 | 6-9    | 18-20  | 6-17   | 6-10 | 2-7    | 179-199      |
| Eindejaarsranking     | 251                         | 94                          | 66                          | 91                          | 35                          | 72     | 87     | 55    | 197    | 68     | 207    | 199  | 342    |              |

### Prestatietabel grand slam, dubbelspel
| Toernooi                         | 1984                        | 1985                        | 1986                        | 1987                        | 1988                        | 1989                        | 1990   | 1991   | 1992  | 1993   | 1994   | 1995   | 1996  | 1997   | 1998   | 1999   | 2000 | Carrière w-v |
| -------------------------------- | --------------------------- | --------------------------- | --------------------------- | --------------------------- | --------------------------- | --------------------------- | ------ | ------ | ----- | ------ | ------ | ------ | ----- | ------ | ------ | ------ | ---- | ------------ |
| Grandslamtoernooien              |                             |                             |                             |                             |                             |                             |        |        |       |        |        |        |       |        |        |        |      |              |
| Australian Open                  | –                           | –                           | g.t.                        | –                           | 1R                          | KF                          | –      | –      | 2R    | KF     | 1R     | –      | KF    | 3R     | 2R     | 1R     | 1R   | 11-9         |
| Roland Garros                    | –                           | –                           | –                           | –                           | –                           | W                           | HF     | 1R     | KF    | –      | 1R     | KF     | 3R    | 3R     | 3R     | 1R     | 1R   | 22-9         |
| Wimbledon                        | –                           | –                           | –                           | 1R                          | HF                          | 3R                          | 3R     | 1R     | F     | –      | –      | 1R     | 3R    | HF     | 3R     | 2R     | 2R   | 21-11        |
| US Open                          | 2R                          | –                           | –                           | 1R                          | 3R                          | 2R                          | –      | 1R     | W     | –      | 1R     | 1R     | –     | HF     | KF     | 2R     | 2R   | 18-10        |
| Winst-verlies                    | 1-1                         | 0-0                         | 0-0                         | 0-2                         | 6-3                         | 12-3                        | 6-2    | 0-3    | 15-3  | 3-1    | 0-3    | 3-3    | 7-3   | 12-4   | 8-4    | 2-4    | 0-0  | 72-39        |
| Tennis Masters Cup               |                             |                             |                             |                             |                             |                             |        |        |       |        |        |        |       |        |        |        |      |              |
| ATP World Tour Finals            | –                           | –                           | –                           | –                           | –                           | –                           | –      | –      | –     | –      | –      | –      | –     | –      | –      | –      | –    | 0-0          |
| ATP Masters 1000                 |                             |                             |                             |                             |                             |                             |        |        |       |        |        |        |       |        |        |        |      |              |
| Indian Wells                     | Geen Masters 1000 Voor 1990 | Geen Masters 1000 Voor 1990 | Geen Masters 1000 Voor 1990 | Geen Masters 1000 Voor 1990 | Geen Masters 1000 Voor 1990 | Geen Masters 1000 Voor 1990 | F      | HF     | –     | KF     | 2R     | 1R     | KF    | 2R     | 2R     | 2R     | –    | 13-9         |
| Miami                            | Geen Masters 1000 Voor 1990 | Geen Masters 1000 Voor 1990 | Geen Masters 1000 Voor 1990 | Geen Masters 1000 Voor 1990 | Geen Masters 1000 Voor 1990 | Geen Masters 1000 Voor 1990 | –      | 2R     | –     | –      | 2R     | F      | KF    | –      | 3R     | 2R     | 1R   | 2-3          |
| Monte Carlo                      | Geen Masters 1000 Voor 1990 | Geen Masters 1000 Voor 1990 | Geen Masters 1000 Voor 1990 | Geen Masters 1000 Voor 1990 | Geen Masters 1000 Voor 1990 | Geen Masters 1000 Voor 1990 | –      | –      | –     | –      | –      | –      | –     | –      | 1R     | –      | –    | 0-1          |
| Hamburg                          | Geen Masters 1000 Voor 1990 | Geen Masters 1000 Voor 1990 | Geen Masters 1000 Voor 1990 | Geen Masters 1000 Voor 1990 | Geen Masters 1000 Voor 1990 | Geen Masters 1000 Voor 1990 | –      | –      | –     | –      | –      | –      | –     | 1R     | 2R     | 1R     | –    | 0-3          |
| Rome                             | Geen Masters 1000 Voor 1990 | Geen Masters 1000 Voor 1990 | Geen Masters 1000 Voor 1990 | Geen Masters 1000 Voor 1990 | Geen Masters 1000 Voor 1990 | Geen Masters 1000 Voor 1990 | 1R     | –      | –     | –      | –      | –      | –     | 2R     | 1R     | 1R     | –    | 1-4          |
| Montréal/Toronto                 | Geen Masters 1000 Voor 1990 | Geen Masters 1000 Voor 1990 | Geen Masters 1000 Voor 1990 | Geen Masters 1000 Voor 1990 | Geen Masters 1000 Voor 1990 | Geen Masters 1000 Voor 1990 | –      | 2R     | KF    | –      | 2R     | 2R     | –     | –      | W      | KF     | –    | 9-6          |
| Cincinnati                       | Geen Masters 1000 Voor 1990 | Geen Masters 1000 Voor 1990 | Geen Masters 1000 Voor 1990 | Geen Masters 1000 Voor 1990 | Geen Masters 1000 Voor 1990 | Geen Masters 1000 Voor 1990 | –      | 2R     | KF    | –      | 2R     | 1R     | 2R    | 1R     | 2R     | 1R     | –    | 5-8          |
| Stockholm/Essen/Stuttgart/Madrid | Geen Masters 1000 Voor 1990 | Geen Masters 1000 Voor 1990 | Geen Masters 1000 Voor 1990 | Geen Masters 1000 Voor 1990 | Geen Masters 1000 Voor 1990 | Geen Masters 1000 Voor 1990 | 1R     | –      | –     | –      | –      | 1R     | HF    | 2R     | 2R     | –      | –    | 4-5          |
| Parijs                           | Geen Masters 1000 Voor 1990 | Geen Masters 1000 Voor 1990 | Geen Masters 1000 Voor 1990 | Geen Masters 1000 Voor 1990 | Geen Masters 1000 Voor 1990 | Geen Masters 1000 Voor 1990 | KF     | 1R     | HF    | –      | 1R     | F      | 2R    | 1R     | 1R     | –      | –    | 9-8          |
| Olympische Spelen                |                             |                             |                             |                             |                             |                             |        |        |       |        |        |        |       |        |        |        |      |              |
| Olympische Spelen                | n.v.t.                      | n.v.t                       | n.v.t.                      | n.v.t.                      | –                           | n.v.t.                      | n.v.t. | n.v.t. | –     | n.v.t. | n.v.t. | n.v.t. | –     | n.v.t. | n.v.t. | n.v.t. | –    | 0-0          |
| Statistieken                     |                             |                             |                             |                             |                             |                             |        |        |       |        |        |        |       |        |        |        |      |              |
| Totaal aantal titels             | 0                           | 0                           | 0                           | 1                           | 1                           | 2                           | 1      | 2      | 6     | 1      | 1      | 3      | 2     | 0      | 3      | 0      | 0    | 23           |
| Totaal winst-verlies             | 1-1                         | 2-5                         | 0-3                         | 18-13                       | 37-20                       | 44-17                       | 27-16  | 26-18  | 55-17 | 11-6   | 27-19  | 32-15  | 31-18 | 24-20  | 41-23  | 15-19  | 4-5  | 395-235      |
| Eindejaarsranking                | 167                         | 406                         | 268                         | 28                          | 13                          | 9                           | 24     | 22     | 3     | 116    | 36     | 15     | 25    | 32     | 15     | 85     | 208  |              |